# 阿爾派恩 (迪卡爾布縣)
阿爾派恩（英語：Alpine）是一個位於美國阿拉巴馬州迪卡爾布縣的非建制地區。該地的面積和人口皆未知。

## 地理
阿爾派恩的座標為34°30′19″N 85°36′37″W / 34.50527°N 85.61027°W，而該地最高點為海拔高度450米（即1476英尺）。